# فیلیپ گولیکوف
فیلیپ گولیکوف (روسی: Фили́пп Ива́нович Го́ликов; july 16 [سبک قدیمی: july 29] 1900 – ۲۹ ژوئیهٔ ۱۹۸۰) فرد نظامی اهل اتحاد جماهیر شوروی سوسیالیستی بود.
وی همچنین برندهٔ جوایزی همچون نشان پرچم سرخ کار، نشان لنین، نشان پرچم سرخ، نشان انقلاب اکتبر، مدال دفاع از مسکو، و مدال دفاع از استالینگراد شده‌است.